# Bañobárez
Bañobárez è un comune spagnolo di 435 abitanti situato nella comunità autonoma di Castiglia e León.